# Józef Tunguz-Zawiślak

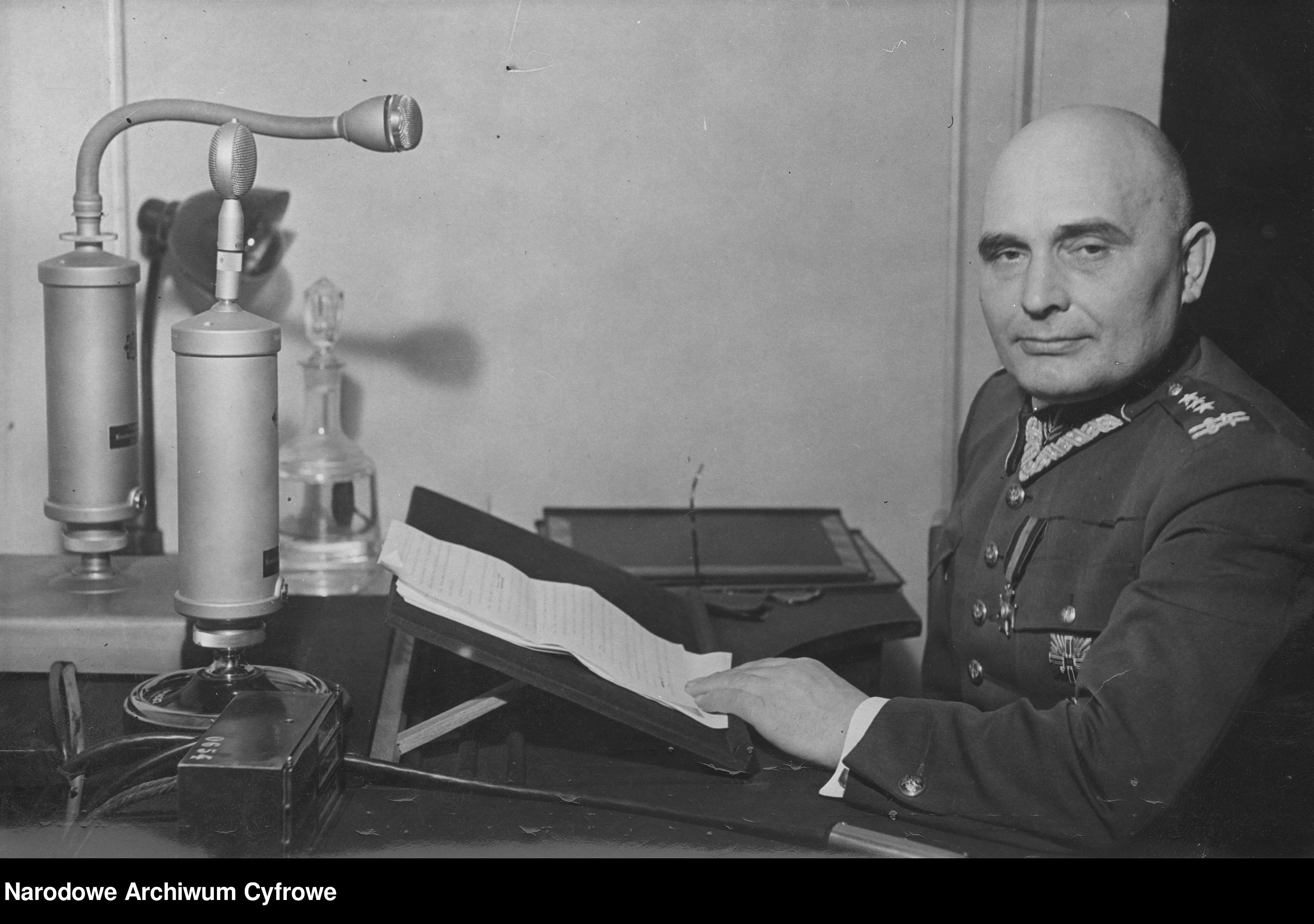
Pułkownik Józef Tunguz-Zawiślak

Józef Tunguz-Zawiślak vel Józef Zawiślak, ps. Tunguz (ur. 18 października 1890 w Łowiczu, zm. 30 czerwca 1961 w Chicago) – pułkownik piechoty Wojska Polskiego, inwalida wojenny, działacz niepodległościowy, kawaler Orderu Virtuti Militari.

## Życiorys
Urodził się 18 października 1890 w Łowiczu, w rodzinie Józefa i Katarzyny ze Stelmaciaków. W 1912 wstąpił do Polskich Drużyn Strzeleckich. W czasie I wojny światowej walczył w Legionach Polskich. Był oficerem 5 pułku piechoty. W lipcu 1916 został ranny w bitwie pod Kostiuchnówką i dostał się do rosyjskiej niewoli. Po powrocie z niewoli, od kwietnia 1917 przebywał jako inwalida w szpitalu Czerwonego Krzyża w Pradze. W czasie wojny z bolszewikami sprawował funkcję szefa sztabu i równocześnie pełnił obowiązki dowódcy ochotniczych oddziałów białoruskich (od maja 1920 do maja 1921 w Słonimiu, Baranowiczach i w Łodzi). Od maja do września 1921 kierował Podkomisją Mińsko-Nieświeską Mieszanej Komisji Granicznej na Wschodzie.
W latach 20. XX wieku pełnił służbę w 28 pułku piechoty w Łodzi na stanowiskach kwatermistrza, dowódcy batalionu i oficera przysposobienia wojskowego. 23 grudnia 1926 został przesunięty na stanowisko zastępcy dowódcy pułku. 21 stycznia 1930 został przeniesiony do 84 pułku strzelców poleskich w Pińsku na stanowisko dowódcy pułku. Od 7 lipca 1938 pełnił służbę w Państwowym Urzędzie Wychowania Fizycznego i Przysposobienia Wojskowego w Warszawie na stanowisku komendanta głównego Związku Strzeleckiego.
Od 1943 służył jako oficer w KG AK. 9 września 1944, w czasie powstania warszawskiego, objął dowództwo Zgrupowania „Kuba-Sosna” po ciężko rannym mjr. Gustawie Billewiczu ps. „Sosna”. Trafił do niewoli niemieckiej. Przebywał m.in. w obozie w Bad Schwartau k. Lubeki. Obóz wyzwoliły wojska amerykańskie. Płk. Tunguz-Zawiślak zgodnie z zasadą starszeństwa objął komendę w obozie od płk. Edwarda Pfeiffera „Radwana”. Po zakończeniu wojny pozostał na Zachodzie. Przez kilka lat mieszkał w Lubece, aby ostatecznie od 1956 osiedlić się w USA. Przez kilka lat pełnił funkcję Prezesa Związku Legionistów i Piłsudczyków w USA.

## Awanse
- porucznik – 2 VII 1915
- kapitan – ?
- major – zweryfikowany 3 V 1922 ze starszeństwem z dniem 1 VI 1919
- podpułkownik – 3 V 1926 ze starszeństwem z dniem 1 VII 1925 i 7 lokatą w korpusie oficerów zawodowych piechoty
- pułkownik – 10 XII 1931 ze starszeństwem z dniem 1 I 1932 i 13 lokatą w korpusie oficerów zawodowych piechoty

## Ordery i odznaczenia
- Krzyż Srebrny Orderu Wojskowego Virtuti Militari nr 6672 – 17 maja 1922[10][11]
- Krzyż Niepodległości – 20 stycznia 1931 „za pracę w dziele odzyskania niepodległości”[12]
- Krzyż Oficerski Orderu Odrodzenia Polski  – 10 listopada 1928 „za zasługi na polu pracy niepodległościowej”[13][14]
- Krzyż Walecznych czterokrotnie
- Złoty Krzyż Zasługi – 16 marca 1928 „za zasługi na polu wyszkolenia wojska”[15]
- Odznaka „Za wierną służbę”